# Avenida San Juan (Buenos Aires)
La avenida San Juan es una importante arteria vial del sur de la Ciudad de Buenos Aires, Argentina. Está mayormente caracterizada por el uso residencial del suelo, ya que no representa un gran centro comercial ni un polo industrial, abundando los edificios e incluso las casas antiguas en todo su recorrido. Toma el nombre de la provincia cuyana de San Juan.
Bajo gran parte de su extensión, corre la Línea E de la red de subterráneos de Buenos Aires. Entre la avenida Ingeniero Huergo y la calle Rincón se encuentra a 50 metros de la Autopista 25 de Mayo.

## Características
Con recorrido oeste - este, la avenida transcurre por varios barrios de Buenos Aires: San Telmo, Constitución, San Cristóbal, Boedo y Caballito.
Corre paralelamente a las avenidas Caseros, Independencia; Juan de Garay, Belgrano y Rivadavia.
Tiene acceso a las estaciones del Subte de Buenos Aires: San Juan de la Línea C; San José, Entre Ríos, Pichincha, Jujuy, General Urquiza, Boedo y Avenida La Plata de la Línea E; y Humberto 1.º de la Línea H.
San Juan fue antiguamente una calle angosta de los márgenes del pequeño pueblo de Buenos Aires. Hacia el oeste se formó, partiendo de los límites, un camino rural que se adentraba en la llanura pampeana. En 1822, Bernardino Rivadavia ya proponía el ensanche de las antiguas calles para transformarlas en avenidas, hecho que se cumplió solamente al oeste de la Avenida Entre Ríos (antiguo Camino de las Tunas, límite del poblado). El plano de Buenos Aires de Sourdeaux (año 1850) ilustra que aún hacia esa época casi no había construcciones sobre la marginal calle, que hacia el oeste desembocaba en un camino rural que hoy es la Avenida Chiclana. Recién en las décadas siguientes comenzaría el poblamiento del sector céntrico de la calle.
Desde la Avenida Entre Ríos hacia el este San Juan continuó siendo una calle angosta -e incluso empedrada en el barrio de San Telmo- hasta la década de 1970. Existía desde julio de 1904 una ordenanza municipal que reglamentaba el retiro de las nuevas edificaciones, que contemplaba el ensanche de la calle colonial en su tramo angosto, pero la renovación de las construcciones no se dio de manera rápida. Aún continuaban en pie bastantes casas del siglo XIX que debieron ser expropiadas y demolidas.
Ya en 1972 se terminó la apertura de la Avenida 9 de Julio (comenzada en 1937) llegando hasta la calle San Juan, significando la demolición de las casas ubicadas en la cuadra del 1000. El ensanche de San Juan fue comenzado hacia 1978, durante la intendencia de facto del brigadier Osvaldo Cacciatore.

## Recorrido

### San Telmo

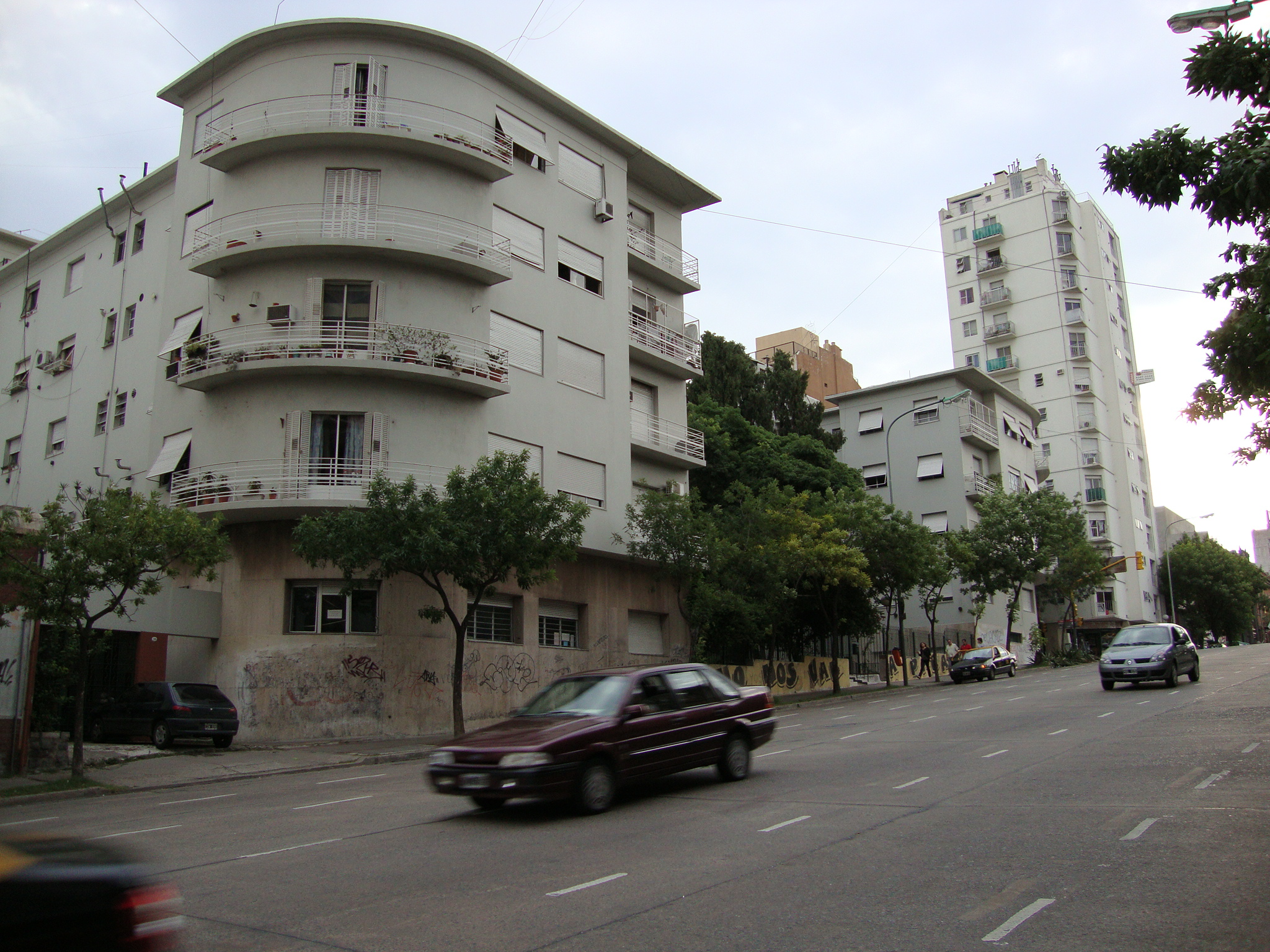
Casa Colectiva "América".

La Avenida San Juan nace en la Avenida Ingeniero Huergo, junto al comienzo de la Autopista 25 de Mayo (del año 1980) en el límite de los barrios de San Telmo y Puerto Madero, a la altura del Dique 1, en su primera cuadra es de mano única hacia el oeste.
En la esquina de la calle Azopardo está la Escuela de Educación Técnica SEGBA, frente al antiguo campo de deportes de la Escuela Técnica Otto Krause, cedido por el Gobierno de la Ciudad al movimiento social de Raúl Castells, a partir de la calle Azopardo y por el resto de su recorrido es de mano única hacia el este, y en sus 2 primeras cuadras es notablemente más angosta que el resto de su recorrido.
Luego cruza la Avenida Paseo Colón, sube la pendiente de la antigua ribera del Río de la Plata y transcurre dentro del barrio de San Telmo. En la esquina sur de la calle Balcarce está la Casa América (año 1939) de la Comisión Nacional de Casas Baratas, y en la vereda de enfrente el edificio del antiguo Patronato de la Infancia (año 1892, ingeniero arquitecto Juan Antonio Buschiazzo), futuro Centro Cultural de España en la Argentina.
En la siguiente cuadra, de la vereda sur está la antigua fábrica de tabaco Nobleza Piccardo, transformada en Museo de Arte Moderno, actualmente cerrada al público debido a la construcción del Polo Cultural Sur. En el n.º 353 está la Escuela Pública de Jornada Completa N.º 26 D.E. 04 "Hipólito Yrigoyen".

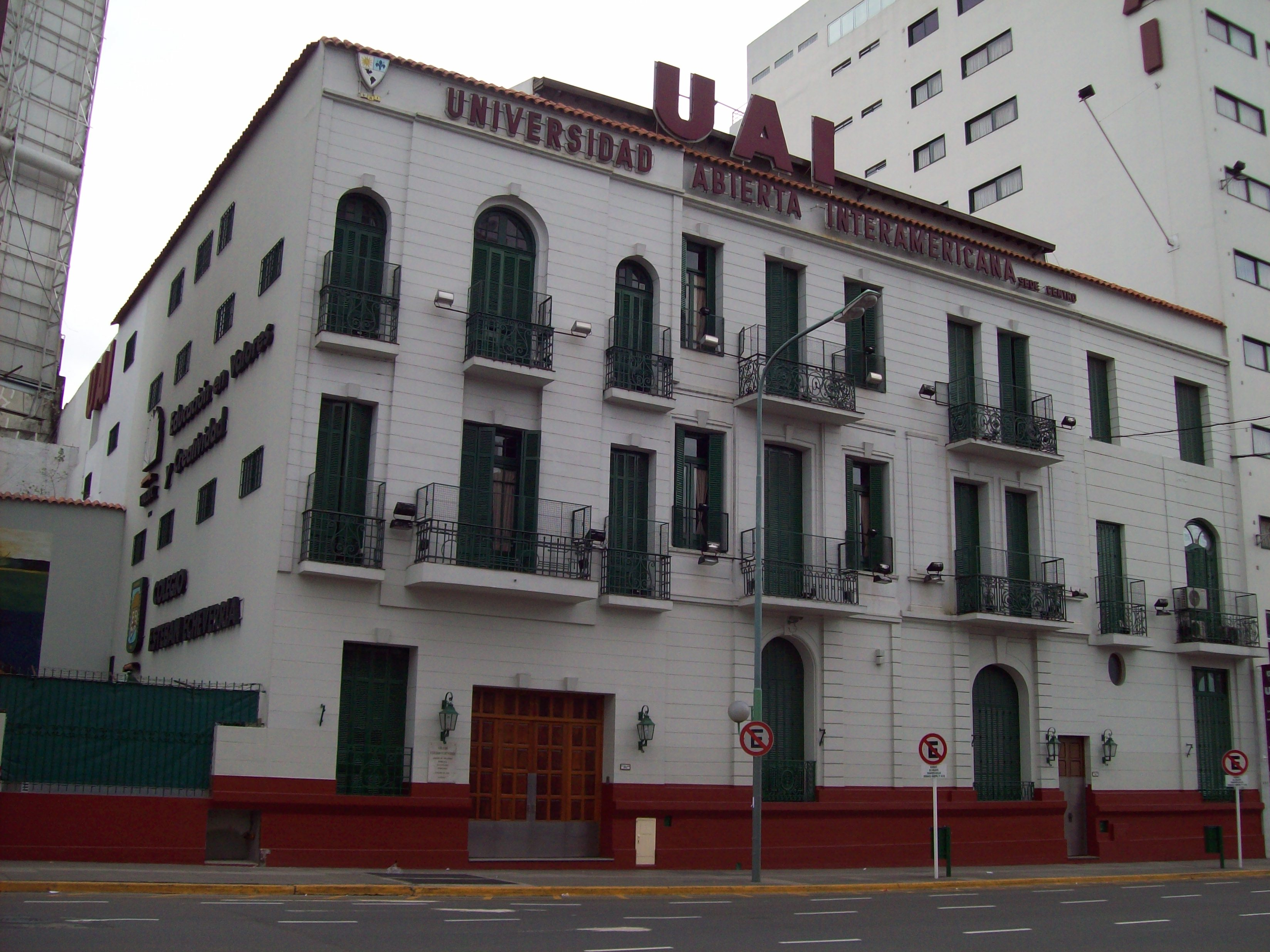
Sede de la Universidad Abierta Interamericana

En la vereda sur de la cuadra del 600, el espacio de una serie de casas demolidas por el ensanche y la apertura de la autopista fue dejado como plaza pública, llamada Cecilia Grierson. En la siguiente cuadra, una plaza similar aunque más grande se llama Rosario Vera Peñaloza. En la vereda norte de la cuadra del 900 se encuentra la Universidad Abierta Interamericana.

### Constitución

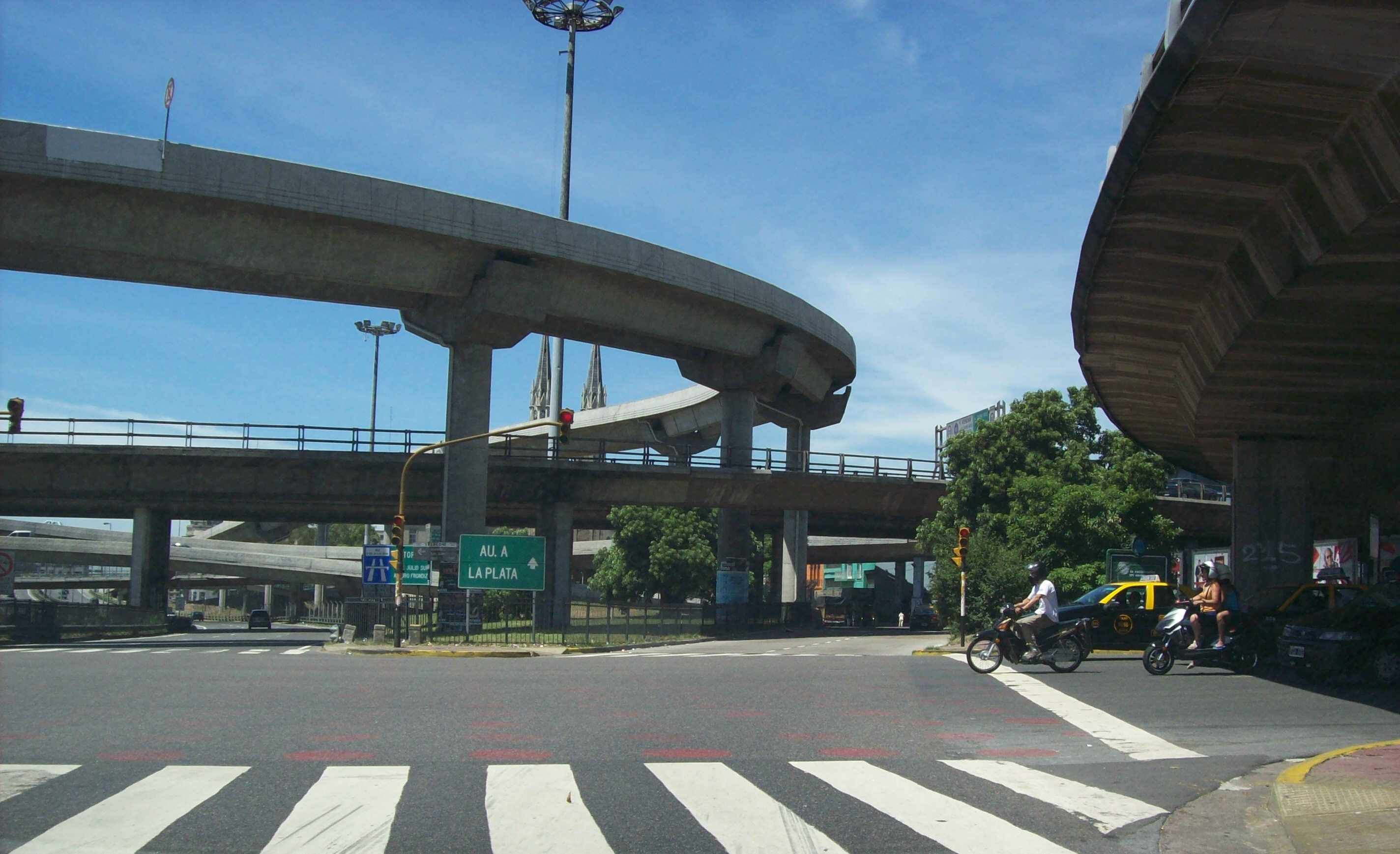
El nudo de la Avenida 9 de Julio.

A partir de la calle Piedras, la avenida entra al barrio de Constitución.
A la altura del 1000, la avenida se cruza con la calle Bernardo de Irigoyen, donde se encuentra la estación San Juan de la línea C de subterráneo, y junto al nudo de autopistas donde comienza la Autopista Presidente Arturo Frondizi, cruza la Avenida 9 de Julio. Esta serie de rampas es conocida porque en julio de 2007 sucedieron diversos accidentes por la marcada curva y lo empinado del nudo, por los cuales dos camiones perdieron sus cargas y cayeron de la misma limones en una oportunidad, y bobinas de acero en otra. El nudo recibió un vallado de protección y actualmente cuenta con control fotográfico de velocidad.
En la esquina sudeste de la calle Salta está la Escuela Pública de Jornada Completa N.º 16 D.E. 03 "Eustaquio Cárdenas". En el n.º 1349 está la sucursal de Servicios Especiales del Correo Argentino. En la esquina de la calle Virrey Cevallos está la Plaza Lola Mora, otra dejada luego del ensanche y apertura de la autopista 25 de Mayo. En el n.º 1545 está el Colegio Público N.º 01 D.E. 03 "Bernardino Rivadavia".

### San Cristóbal
En la esquina de la Avenida Entre Ríos se encuentra la sucursal del Banco Nación donde el escritor Rodolfo Walsh fue asesinado por agentes militares de la dictadura autodenominada Proceso de Reorganización Nacional. En el n.º 2021 se encuentra el Hospital Oftalmológico Santa Lucía. En los alrededores de la calle Pichincha se encuentran varias casas de venta de guardapolvos, las más importantes Saber y Quintás. En el n.º 2277 está la Escuela Pública de Jornada Completa N.º 25 D.E. 03 "Gervasio Posadas". En el n.º 2461 —el viejo Cine National Palace— funciona la Iglesia Jesús es Mi Salvador, en su sede central,  en el n.º 2651 está la sede del Centro Okinawense en la Argentina, y en el n.º 2850 hay un gran hipermercado de la cadena Vea.
En el n.º 3255 está el Espacio Cultural Julián Centeya, que depende del Gobierno de la Ciudad.

### Boedo

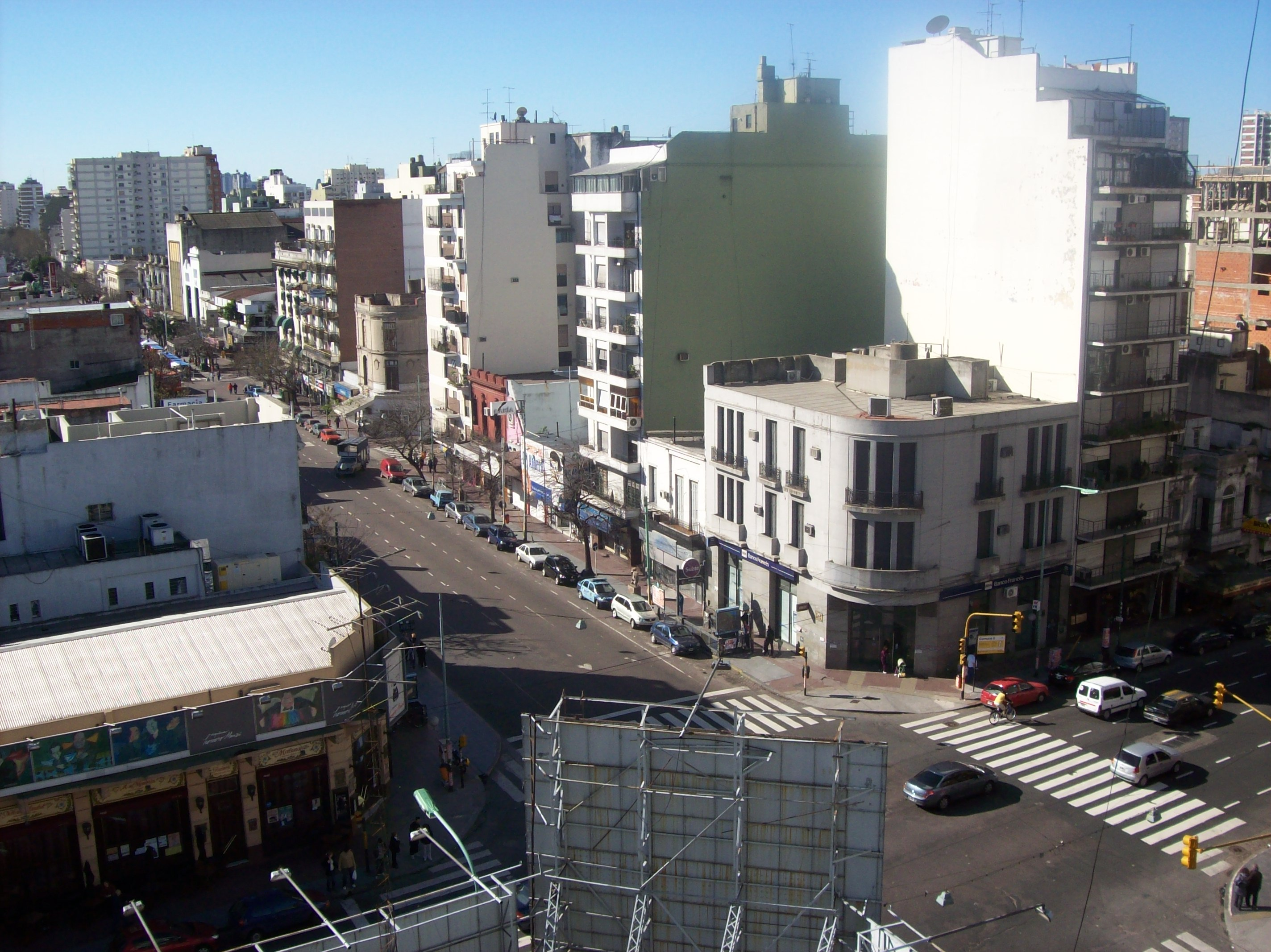
Esquina de las avenidas Boedo (hacia arriba) y San Juan (de izquierda a derecha). A la izquierda de la imagen se aprecia la esquina Homero Manzi.

En la calle Sánchez de Loria la avenida ingresa en el barrio de Boedo. En el n.º 3330 se encuentra un supermercado de la cadena Carrefour y en el n.º 3622, el edificio donde funciona el Mercado San Juan.
En la intersección con Avenida Boedo, se ubicada la estación Boedo de la Línea E de subterráneos. Alrededor de esta esquina, se mantiene una notable tradición tanguera en sus negocios y bares. Se la ha denominado comúnmente como Esquina Homero Manzi.
La Avenida San Juan cambia su nombre en la Avenida La Plata, para continuar como Avenida Directorio. Allí se encuentra la Escuela Primaria n.º 6 “San José de Calasanz”.

## Cruces importantes y lugares de referencia
A continuación, se presenta un mapa esquemático con los principales cruces con otras arterias de Buenos Aires. También se indican plazas y accesos a estaciones de subte.
|  | STRq | ABZq+lr | CONTfq |

|  | CONTgq | ABZr+lr | CONTfq |

|  | RMq | RMKRZ | RMq |

|  | STRq | RMKRZ | CONTfq |

|  | CONTgq | RMKRZ | STRq |

|  | STRq | RMKRZ | CONTfq |

|  | CONTgq | RMKRZ | STRq |

|  |  | RM | lNAT |

|  | STRq | RMKRZ | CONTfq |

|  |  | RM | lNAT |

|  | CONTgq | RMKRZ | STRq |

|  |  | RM |

|  | BUILDING | RM |  |

|  | CONTgq | RMKRZ | STRq |

|  | RMq | RMKRZ | RAq |

|  | STRq | RMKRZ | CONTfq |

|  |  | RM |

|  | STRq | RMKRZ | CONTfq |

|  |  | RM |

|  |  | RM | lNAT |

|  | STRq | RMKRZ | CONTfq |

|  |  | RM | lNAT |

|  | STRq | RMKRZ | STRq |

|  | RMq | RMKRZ | RMq |

|  |  | RM |

|  | STRq | RMKRZ | CONTfq |

|  |  | RM |

|  | RMq | RMKRZ | RMq |

|  |  | RM | SHOPPING |

|  | STRq | RMKRZ | CONTfq |

|  |  | RM |

|  | RMq | RMKRZ | RMq |

|  |  | RM |

|  | RMq | RMKRZ | RMq |

|  |  | RM |

## Imágenes

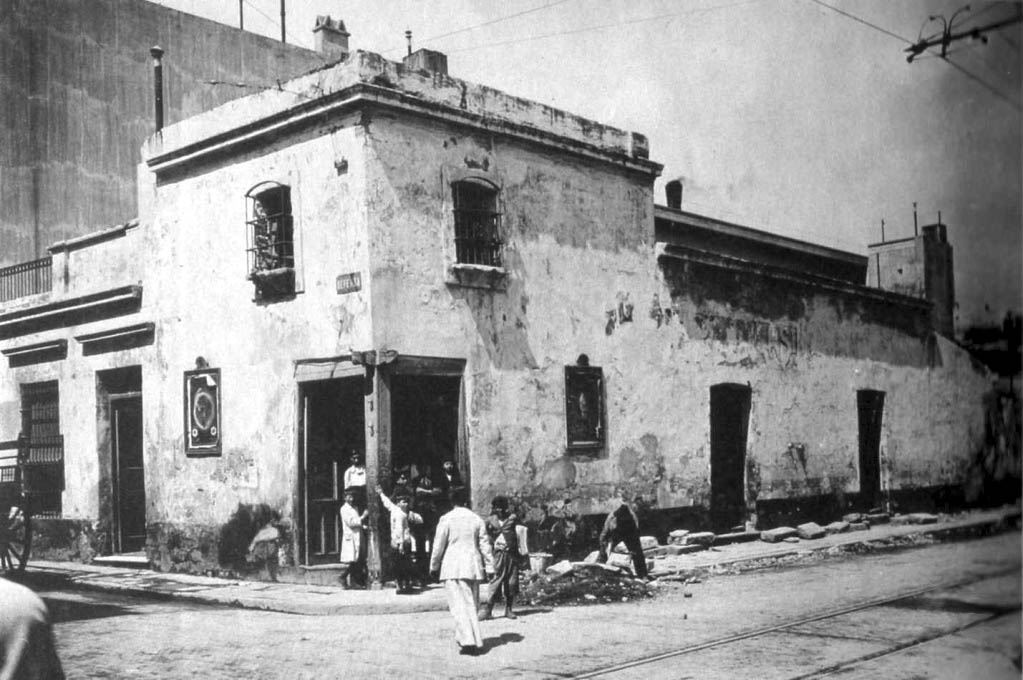
La angosta calle San Juan en 1899